# یونیورسیتی سیتی (سن دیگو)
یونیورسیتی سیتی (به انگلیسی: University City) یک منطقهٔ مسکونی در سن دیگو ایالات متحده آمریکا است که در بخش شمال غربی شهر در کنار دانشگاه کالیفرنیا (سن دیگو) واقع شده‌است.